# Stuttgart
Stuttgart (Zemaljski glavni grad Stuttgart, (njem.): Landeshauptstadt Stuttgart, alemanski: Landeshaubdschdadd Schduagert), glavni i po broju stanovnika najveći grad njemačke savezne pokrajine Baden-Württemberg. Oko 615.000 stanovnika živi u gradu na rijeci Neckar. Područje utjecaja procjenjuje se na 2.700.000 stanovnika, a metropolitansko područje na 5.300.000 stanovnika. Grad je poznat kao "kolijevka automobila" i središte je automobilske industrije.
Grad se smatra središtem povijesne pokrajine Švapske, a velik se dio stanovnika grada služi švapskim narječjem.

## Ime
Ime je Stuttgart dobio prema ergeli – staro gornjonjemački »stuotgarten«, od stuot = kobila i garten = vrt.

## Povijest
Najstarije gradsko naselje i danas najveća gradska četvrt je Bad Cannstatt. U doba rimske vladavine Cannstatt je vjerojatno već bio grad (civitas). Latinsko ime nije sačuvano. U pisanim izvorima Cannstatt se prvi puta spominje 746. kao Condistat.
Oko 950. godine Liudolf, vojvoda Švapske i sin cara Otona I., osnovao je ergelu na području današnjeg grada. U prvoj polovici 13. stoljeća Stuttgart je dobio prava grada, a od 14. stoljeća postane glavni grad Württemberga. Za vrijeme Weimarske Republike Stuttgart je bio glavni grad savezne republike (Freistaat) Württemberg.
Prva württemberška željeznička pruga od Cannstatta do Untertürkheima (danas dio Stuttgarta) otvorena je 22. listopada 1845., a 1846. je produžena do Stuttgarta.
Godine 1946. Stuttgart je proglašen glavnim gradom pokrajine Württemberg-Baden. Dana 25. travnja 1952. Stuttgart je postao glavni grad novostvorene njemačke pokrajine Baden-Württemberg.
Godine 2006. Stuttgart je bio jedan od 12 gradova-domaćina Svjetskog prvenstva u nogometu. Utakmice su se igrale u MHPAreni (tada Gottlieb-Daimler-Stadionu).

## Stanovništvo
Stuttgart prema popisu s kraja 2007. godine ima 597.176 stanovnika. Udio stranaca iznosi oko 24% (140.660) od kojih su 22.100 Turci, 14.318 Grci, 13.987 Talijani i 12.933 Hrvati. Podaci s kraja 2011. govore kako grad ima 613.392 stanovnika.
| Stuttgart: kretanje broja stanovnika između 1400. i 2011. |         |         |         |         |         |         |         |
| 1400.                                                     | 1900.   | 1970.   | 1980.   | 1990.   | 2000.   | 2007.   | 2011.   |
| 4.000                                                     | 166.699 | 633.158 | 580.648 | 579.988 | 583.874 | 597.176 | 613.392 |

## Gradovi partneri
- od 1948.: St. Helens (Ujedinjeno Kraljevstvo)
- od 1955.: Cardiff (Ujedinjeno Kraljevstvo)
- od 1960.: St. Louis (SAD)
- od 1962.: Strasbourg (Francuska)
- od 1968.: Mumbai (Indija)
- od 1971.: Menzel-Bourguiba (Tunis)
- od 1979.: Kairo (Egipat)
- od 1988.: Łódź (Poljska)
- od 1989.: Brno (Češka)
- od 1992.: Samara (Rusija)

## Obrazovanje i znanost
Najstarija visoka škola u Stuttgartu je sveučilište u starom dvorcu Hohenheim, osnovano 1818. Sveučilište Hohenheim danas ima tri fakulteta, na kojima studira oko 6000 studenata.
Stuttgartsko sveučilište osnovano je 1829. kao Vereinigte Real- und Gewerbeschule. Ta škola 1890. godine postaje Visoka tehnička škola, a 1967. je preimenovana u Universität Stuttgart (sveučilište). Danas sveučilište ima 10 fakulteta s 20.691 upisanih studenata od kojih su 5.234 stranci (149 Hrvati).

### Sveučilišta
- Universität Hohenheim (www.uni-hohenheim.de)
- Universität Stuttgart (www.uni-stuttgart.de)

### Ostale visoke škole i akademije
- Berufsakademie Stuttgart (www.ba-stuttgart.de)
- Fraunhofer-Institut für Arbeitswirtschaft und Organisation (www.iao.fraunhofer.de)
- Fraunhofer-Institut für Bauphysik (www.ibp.fraunhofer.de)
- Fraunhofer-Institut für Grenzflächen- und Bioverfahrenstechnik (www.igb.fraunhofer.de)
- Fraunhofer-Institut für Produktionstechnik und Automatisierung (www.ipa.fraunhofer.de)
- Forschungsinstitut für Kraftfahrwesen und Fahrzeugmotoren Stuttgart (www.fkfs.de)
- Freie Hochschule Stuttgart – Seminar für Waldorfpädagogik (www.freie-hochschule-stuttgart.de)
- Hochschule der Medien Stuttgart (www.hdm-stuttgart.de)
- Hochschule für Technik Stuttgart (www.hft-stuttgart.de)
- Kaufmännische Schule I (www.ks1.s.bw.schule.de)
- Max-Planck-Institut für Festkörperforschung (www.fkf.mpg.de)
- Max-Planck-Institut für Metallforschung (www.mf.mpg.de)
- Merz-Akademie (www.merz-akademie.de)
- Staatliche Akademie der Bildenden Künste Stuttgart (www.abk-stuttgart.de)
- Staatliche Hochschule für Musik und Darstellende Kunst Stuttgart (www.mh-stuttgart.de)
- Stuttgart Institute of Management and Technology (www.uni-simt.de)
- Volkshochschule Stuttgart (www.vhs-stuttgart.de)

## Kultura i znamenitosti

### Muzeji
- Bibelmuseum der Deutschen Bibelgesellschaft – muzej biblije
- Deutsches Landwirtschaftsmuseum Hohenheim – poljoprivredni muzej
- Feuerwehrmuseum Stuttgart – muzej vatrogastva
- Haus der Geschichte Baden-Württemberg
- Hegelhaus – rodna kuća Hegela
- Heimatmuseum der Bessarabiendeutschen
- Kunstmuseum Stuttgart – muzej (suvremene) umjetnosti
- Landesmuseum Württemberg
- Lapidarium
- Linden-Museum – etnografski muzej
- Mercedes-Benz-Museum – muzej tvrtke DaimlerChrysler u Bad Cannstattu
- Museum am Löwentor i Staatliches Museum für Naturkunde Stuttgart
- Porsche-Museum – muzej tvrtke Porsche
- Staatsgalerie Stuttgart
- Straßenbahnmuseum Zuffenhausen – muzej tramvaja
- Theodor-Heuss-Haus – kuća bivšeg predsjadnika Njemačke Theodora Heussa
- Zeichen der Erinnerung – spomenik holokausta
- Weinbaumuseum Uhlbach – muzej vinogradarstva
- Weissenhofmuseum – muzej arhitekture

### Kazališta
- Varieté im Friedrichsbau
- Altes Schauspielhaus Stuttgart
- Staatstheater Stuttgart jedan od najvećih kazališta koji ima balet, dramu i operu

### Građevine
- Botanički i zoološki vrt Wilhelma
- Carl-Zeiss-Planetarium
- Dvorac Hohenheim
- Dvorac Solitude
- Fernsehturm – prvi TV toranj u svijetu sagrađen od betona (otvoren 1956.)
- Glavni kolodvor, otvoren 1922.
- Gottlieb-Daimler-Stadion
- Weißenhofsiedlung
- Schlossplatz – središnji trg grada
- Stari i novi dvorac
- Wilhelmspalais – boravište posljednjeg kralja Württemberga Wilhelma II.
- Zahnradbahn (ili Zacke) – otvorena 1884. Jedina je zupčasta željeznica javnog gradskog prijevoza u Njemačkoj.

## Gospodarstvo i promet
Vinogradarstvo predstavlja važnu granu poljoprivredne proizvodnje – vjerojatno još od rimskog doba. Vinogradi čine oko 2% gradske površine (400 ha).
Stuttgartska burza je druga po važnosti u Njemačkoj, iza Frankfurtske burze. Banka Landesbank Baden-Württemberg jedna je od najvećih njemačkih banaka.
Neke od većih tvrtki u Stuttgartu:
- Bosch
- Daimler AG
- IBM
- Kodak
- Porsche

Zračna luka Stuttgart sedma je po važnosti u Njemačkoj. Udaljena je 15 kilometara od grada i nalazi se na granici između Stuttgarta i gradova Leinfelden-Echterdingen i Filderstadt (koji pripadaju okrugu Esslingen).
U Hedelfingenu se nalazi riječna luka na rijeci Neckar.
Glavna autocesta je A 8 (Karlsruhe-München), koja čini južnu granicu grada. Zapadno od Stuttgarta prolazi autocesta A 81 (Würzburg-Gottmadingen). Kroz Stuttgart prolaze državne ceste B 10 (Pforzheim-Ulm), B 14 (Schwäbisch Hall-Stockach), B 27 (Heidelberg-Tübingen) i B 295 (Calw-Stuttgart). 
Grad i regija Stuttgart ima razvijenu mrežu javnog prijevoza, koja uključuje autobuse, tramvaje i gradske željeznice (S-Bahn). U planu je projekt Stuttgart 21 prema kojem bi se izgradio podzemni kolodvor i bolje povezao grad s Parizom i ostatkom Europe, međutim velika većina građana se protivi njegovoj izgradnji.

## Sport

### Nogomet
Kao i u ostatku Njemačke, nogomet je najpopularniji sport u Stuttgartu. Dva su poznata nogometna kluba, VfB Stuttgart (Die Roten) i Stuttgarter Kickers (Die Blauen). VfB Stuttgart je poznatiji i uspješniji klub, koji je pet puta osvojio Bundesligu, posljednji put 2007. godine. Klub svoje utakmice igra na stadionu MHPArena u četvrti Bad Cannstatt.
Stuttgarter Kickersi, trenutno u 3. Bundesligi, svoje utakmice igraju na Gazi-Stadionu blizu TV tornja u Degerlochu. Ostale nogometne momčadi su Sportfreunde Stuttgart i FV Zuffenhausen.

### Ostali sportovi
Košarka: 
- MTV Stuttgart, bundesligaš do 2006.

Rukomet: 
- VfL Pfullingen, bundesligaš do 2006.

Odbojka:
- CJD Feuerbach (ugašen), trostruki prvak Njemačke u ženskoj odbojci
- Stuttgart Volleyball Club

Hokej na ledu:
- Stuttgarter EC

Vaterpolo:
- SV Cannstatt, prvaci Njemačke 2006.

Američki nogomet:
- Stuttgart Nighthawks
- Stuttgart Scorpions

Tenis:
- TC Weissenhof
- TEC Waldau Stuttgart

Hokej na travi:
- HTC Stuttgarter Kickers

### Sportske priredbe
U Stuttgartu su se održavali brojni sportski događaji, kao što su Svjetsko prvenstvo u atletici 1993. i Svjetsko prvenstvo u nogometu 2006. (šest susreta, uključujući i utakmicu za 3. mjesto između Njemačke i Portugala, igralo se na Gottlieb-Daimler-Stadionu – danas MHPAreni).
Stuttgart je 2007. bio "Europska sportska prijestolnica".

## Poznate osobe

### Osobe rođene u Stuttgartu
- 1765. – Johann Friedrich Pfaff, matematičar
- 1770. – Georg Wilhelm Friedrich Hegel, filozof
- 1869. – Hans Spemann, dobitnik Nobelove nagrade za fiziologiju ili medicinu 1935.
- 1920. – Richard von Weizsäcker, političar, Savezni predsjednik 1984. – 1994.
- 1936. – Gerhard Ertl, kemičar, dobitnik Nobelove nagrade za kemiju 2007.
- 1942. – Bert Sakmann, dobitnik Nobelove nagrade za fiziologiju ili medicinu 1991.
- 1955. – Roland Emmerich, filmski redatelj
- 1996. – Timo Werner, njemački nogometni reprezentativac
- 2003. – Jamal Musiala, njemački nogometni reprezentativac

### Osobe koje su djelovale u Stuttgartu
- Robert Bosch
- Gottlieb Daimler
- Michael Ende, književnik
- Theodor Heuss, političar
- Jürgen Klinsmann
- Eduard Mörike
- Ferdinand Porsche
- Johann Christoph Friedrich Schiller
- Erwin Schrödinger

## Vanjske poveznice
- Službena stranica (njem.) (engl.)
- Stuttgart Information (njem.) (engl.)
- Fotografije Stuttgarta  Arhivirana inačica izvorne stranice od 27. kolovoza 2006. (Wayback Machine)
- Podaci o gradskom stanovništvu za 2011. godinu  Arhivirana inačica izvorne stranice od 4. svibnja 2013. (Wayback Machine) (njemački jezik)
- Podaci o metropolitanskom području Stuttgarta  Arhivirana inačica izvorne stranice od 12. lipnja 2018. (Wayback Machine) (njemački jezik)
- Podaci o stanovništvu regije grada Stuttgarta  Arhivirana inačica izvorne stranice od 13. ožujka 2009. (Wayback Machine) (njemački jezik)